# هوراسیو املی
هوراسیو املی (انگلیسی: Horacio Ameli؛ زادهٔ ۷ ژوئیهٔ ۱۹۷۴) بازیکن فوتبال اهل آرژانتین است. هوراسیو مدافع سابق فوتبال آرژانتین است که در چندین باشگاه سطح بالای کشورهایی مانند آرژانتین، برزیل، مکزیک و اسپانیا بازی کرده است.